# Omar Hernández
Pablo Omar Hernández Riaño (* 20. Januar 1962 in Bogotá) ist ein ehemaliger kolumbianischer Radrennfahrer.

## Sportliche Laufbahn
Hernández war im Straßenradsport aktiv. Als Amateur siegte er 1984 in der Vuelta a Chiriquí, 1985 in der Vuelta a Boyacá. Von 1986 bis 1991 war er Berufsfahrer. 1986 wurde er in der Vuelta a Colombia Zweiter hinter Luis Herrera. 1985 siegte er im Prolog der Vuelta al Táchira. 1987 gewann er eine Etappe in der Vuelta a España. Hernández bestritt alle Grand Tours. 
| Grand Tour            | 1986 | 1987 | 1988 | 1989 | 1990 | 1991 |
| --------------------- | ---- | ---- | ---- | ---- | ---- | ---- |
| Vuelta a EspañaVuelta | 13   | 10   | –    | 41   | 56   | DNF  |
| Giro d’ItaliaGiro     | –    | –    | 47   | –    | –    | –    |
| Tour de FranceTour    | DNF  | 24   | DNF  | DNF  | 46   | –    |